# 小原雅人
小原 雅人（おばら まさと、1965年8月25日 - ）は、日本の俳優、声優。東京都出身。

## 来歴
日本大学芸術学部卒業。元東京サンシャインボーイズ所属。
以前は青二プロダクション、アクセントに所属していた。
2019年11月1日、青二プロダクションを退所し、フリーになったことを自身のTwitterにて発表。その後2020年1月1日にアクセントに所属。

## 人物
特技は日本舞踊と剣道。
三谷幸喜の大学の後輩でデビュー作は同劇団の『12人の優しい日本人』。一時期「織原雅人」と芸名を変えたこともあった。芸名を変更して結局元に戻したのは、西村まさ彦からのアドバイスがあったことが知られている。
サンシャインボーイズの中では唯一、男前キャラで通っていたようで、劇団員からは「男・小原」として慕われていた。
三人男兄弟の三男で、次男とは双子の弟である。
津嘉山正種がケビン・コスナーを吹き替えた『ボディガード』を観たことが、声の役者をはじめるきっかけの一つになったと公言している。
吹き替えでは主にベン・アフレックを担当している。

## 出演
太字はメインキャラクター。

### テレビドラマ
- 君たちがいて僕がいる 第1弾（1992年、フジテレビ）
- ウルトラマンティガ（1996年、毎日放送）
- 総理と呼ばないで（1997年、フジテレビ） - 劇団へろへろ共和国座長 役
- 盲人探偵・松永礼太郎（1997年、日本テレビ）
- 太陽がいっぱい（1998年、フジテレビ）
- タブロイド（1998年、フジテレビ）
- アフリカの夜（1999年、フジテレビ）
- 古畑任三郎（1999年6月15日、フジテレビ） - 牟田 役
- 危険な関係（1999年、フジテレビ） - 結城敏則 役
- カバチタレ!（2001年、フジテレビ）
- 保険調査員・蒲田吟子2（2001年） - 宮田誠
- HERO（2001年、フジテレビ） - 矢口徹 役
- 音の犯罪捜査官・響奈津子（2001年 - 2005年、フジテレビ） - 三原刑事 役
- ロング・ラブレター〜漂流教室〜（2002年、フジテレビ） - 追浜雄三 役
- ランチの女王（2002年、フジテレビ） - 亀田豪 役
- 太閤記 サルと呼ばれた男（2003年、フジテレビ） - 前田利家 役
- ビギナー（2003年11月10日、フジテレビ） - 男Y 役
- 女タクシードライバーの事件日誌2（2004年、TBS）
- FIRE BOYS 〜め組の大吾〜（2004年、フジテレビ） - 取材ディレクター 役
- 新選組!（2004年、NHK） - 加納鷲雄 役
- 恋におちたら（2005年、フジテレビ） - 谷崎真 役
- 離婚弁護士II（2005年、フジテレビ）
- 松本清張スペシャル・黒い樹海（2005年、フジテレビ） - 大島卯介 役
- マチベン（2006年） - 木村弁護士 役
- 法律事務所（2006年、テレビ朝日）
- 刑事の現場（2008年） - 諸岡刑事 役
- ほんとにあった怖い話  「憑かれた山」（2009年） - 二ノ宮章 役
- ルパンからの予告状〜謎とスリルに満ちた伝説の至宝〜（2017年7月29日、NHK BSプレミアム） - 怪盗ルパンの声

### 映画
- いのちの海 Closed Ward（1999年、イーハーフィルムズ） - 小方看護師 役
- アンフェア the movie（2007年、東宝）
- みたまを継ぐもの（2009年、制作：(株)アーツエイハン ）

### 舞台
- 12人の優しい日本人（1990年、1991年）
- SHOW MUST GO ON〜幕を降ろすな〜（1994年）
- しあわせのつぼ（2006年）
- 恐れを知らぬ川上音二郎一座 The Fearless Otojiro's Company（2007年）
- 蒙古が襲来（2025年）[9]

### 吹き替え

#### 担当俳優
ベン・アフレック
- DCエクステンデッド・ユニバース - ブルース・ウェイン / バットマン 役
  - バットマン vs スーパーマン ジャスティスの誕生（2016年）
  - スーサイド・スクワッド（2016年）
  - ジャスティス・リーグ（2017年）
  - ジャスティス・リーグ:ザック・スナイダーカット（2021年）
  - ザ・フラッシュ（2023年）

- ザ・コンサルタント（2017年） - クリスチャン・ウルフ 役
  - ザ・コンサルタント2（2025年）

- 夜に生きる（2017年） - ジョー・コフリン 役
- ザ・ウェイバック（2020年） - ジャック・カニンガム 役

マシュー・マコノヒー
- インターステラー（2014年） - ジョセフ・クーパー 役
- ゴールド/金塊の行方（2017年） - ケニー・ウェルズ 役
- セレニティー:平穏の海（2019年） - ベイカー・ディル 役

#### 映画（吹き替え）
- 小悪魔はなぜモテる?!（2012年） - ギボンズ校長 役（マルコム・マクダウェル）
- U.M.A レイク・プラシッド ファイナル（2013年） - ライアン 役（ポール・ニコルズ）
- アイアンマン3（2013年） -  アルドリッチ・キリアン 役（ガイ・ピアース）[19]
- クラウド アトラス（2013年） -  ヒュー・グラント 役
- ワールド・ウォーZ（2013年） - ハビエル 役（ピエルフランチェスコ・ファヴィーノ）[20]
- アイ・オリジンズ（2014年）
- 猿の惑星シリーズ - シーザー 役（アンディ・サーキス）
  - 猿の惑星: 新世紀（2014年）[21]
  - 猿の惑星: 聖戦記（2017年）[22]
- インヒアレント・ヴァイス（2015年） - ラリー・“ドック”・スポーテッロ 役（ホアキン・フェニックス）
- ザ・ギフト（2017年） - ゴード 役（ジョエル・エドガートン）
- パイレーツ・オブ・カリビアン/最後の海賊（2017年） - スカーフィールド 役（デビッド・ウェナム）[23]
- トランスフォーマー/最後の騎士王（2017年） - バンブルビー 役[24]
- 夜が明けるまで（2017年） - ジーン・ムーア 役（マティアス・スーナールツ）
- ネイビーシールズ ナチスの金塊を奪還せよ!（2018年） - マット・バーンズ 役（サリバン・ステイプルトン）
- スカイライン -奪還-（2019年） - マーク 役（フランク・グリロ）
- LIFE!/ライフ（2019年） - テッド・ヘンドリックス 役（アダム・スコット）※ザ・シネマ版[25]
- ハンターキラー 潜航せよ（2019年） - ジョー・グラス艦長 役（ジェラルド・バトラー）[26]
- THE GUILTY/ギルティ（2019年） - アスガー・ホルム 役（ヤコブ・セダーグレン）
- スター・ウォーズ/スカイウォーカーの夜明け（2019年）
- 1917 命をかけた伝令（2020年） - レスリー中尉 役（アンドリュー・スコット）
- エジソンズ・ゲーム（2020年） - ジョージ・ウェスティングハウス 役（マイケル・シャノン）
- リーサル・ストーム（2021年） - レイ・バレット 役（メル・ギブソン）[27]
- イン・ザ・ハイツ（2021年） - ニーナの父親 役（ジミー・スミッツ）[28]
- マトリックス レザレクションズ（2021年） - シェパード 役 （マックス・リーメルト） [29]

#### ドラマ
- ブルース・リー伝説（2010年、BS日テレ） - 医者 役
- WITHOUT A TRACE/FBI 失踪者を追え!（2010年、スーパー!ドラマTV）
- キャッスル 〜ミステリー作家は事件がお好き（2010年 - 2015年、FOXチャンネル） - ロイ・モンゴメリー 役（ルーベン・サンチャゴ＝ハドソン）
- スーパーナチュラル シーズン8 - ベニー 役
- PERSON of INTEREST 犯罪予知ユニット シーズン4（2014年、AXN） - デヴォン・グライス 役（ニック・E・タラベイ）
- 北欧サスペンス「凍てつく楽園」（2014年 - 、WOWOW） - トーマス・アンドレアソン 役（ヤコブ・セダーグレン）
- FARGO/ファーゴ2（2016年 - 、スター・チャンネル） - ルー・ソルヴァーソン 役（パトリック・ウィルソン）
- NCIS:LA 〜極秘潜入捜査班（2018年） - サム・ハンナ 役（LL・クール・J）※シーズン5第2話以降。
- ロマノフ家の末裔 〜それぞれの人生〜 第2話「空しい望み」（2019年、Amazonビデオ） - マイケル・ロマノフ 役（コリー・ストール）
- クリプトン（2019年） - ダロン＝ヴェックス 役（エリオット・コーエン）
- パッセージ（2019年） - ブラッド・ウォルガスト 役（マーク＝ポール・ ゴスラー）
- セックス/ライフ（2019年）
- エレメンタリー7 ホームズ&ワトソン in NY ザ・ファイナル（2020年） - オーディン・ライヘンバッハ 役（ジェームズ・フレイン）
- ザ・キャプチャー 歪められた真実（2021年） - ダニー・ハート 役（ベン・マイルズ）[30]
- ベルグレービア 秘密だらけの邸宅街（2021年） - ジョン・ベラシス 役（アダム・ジェームズ）[31]
- キャシアン・アンドー（2022年、Disney+） - スキーン 役（エボン・モス＝バクラック）
- ロング・ブライト・リバー（2025年） - ラファティ 役（ダッシュ・ミホク）
- Trying～親になるステップ～（ジェイソン〈レイフ・スポール〉)

#### アニメ
- 映画マイリトルポニー プリンセスの大冒険（2018年、カルチュア・パブリッシャーズ） - ストームキング 役

### テレビアニメ
2009年
- 蒼天航路（士孫瑞）

2010年
- デジモンクロスウォーズ（隊長ハンギョモン）

2011年
- 青の祓魔師（誠之助、助祭）
- BLEACH（不良）

2012年
- 絶園のテンペスト（吉野父）
- CØDE:BREAKER（ガードマン）

2014年
- ディスク・ウォーズ:アベンジャーズ（クロスボーンズ）

2016年
- 魔法つかいプリキュア!（2016年 - 2025年、リアン） - 2シリーズ
- ちびまる子ちゃん（隊長）

2018年
- サンリオ男子（誠一郎の父）
- 銀河英雄伝説 Die Neue These 邂逅（ニコラス・ボルテック）

2021年
- ルパン三世 PART6（ホームズ）

### 劇場アニメ
- トワノクオン（2011年、オールドー2）
- なぜ生きる 蓮如上人と吉崎炎上（2016年、剣道師範）
- LUPIN THE IIIRD 峰不二子の嘘（2019年、ランディ）

### Webアニメ
- DEVILMAN crybaby（2018年、牧村ノエル）
- 無限の住人-IMMORTAL-（2019年、川上新夜[35]）

### ゲーム
2009年
- 龍が如く3

2010年
- 龍が如く4 伝説を継ぐもの（刑務官 斉藤）

2011年
- 戦場のヴァルキュリア3 -Unrecorded Chronicles-（セドリック・ドレーク、シン・ヒューガ）
- オール仮面ライダー ライダージェネレーション（2011年 - 2016年、仮面ライダーZO） - 3作品
- 真・三國無双シリーズ（鄧艾）
- 聖闘士星矢戦記（暗黒フェニックス、雑兵）
- 無双OROCHI 2（鄧艾）

2012年
- 機動戦士ガンダム オンライン（男性パイロット1）
- 龍が如く5 夢、叶えし者（クリスティーナ）

2013年
- カオス ヒーローズ オンライン（フェルダ）

2014年
- YAIBA: NINJA GAIDEN Z（ヤイバ・カミカゼ）

2016年
- 百花百狼 〜戦国忍法帖〜（石田三成）
- 龍が如く 極（須藤純一）

2017年
- 龍が如く 極2（須藤純一）

2018年
- 北斗が如く（ナダイ）
- 無双OROCHI 3（鄧艾）
- ゼノブレイド2 黄金の国イーラ（バルトリッチ）

2021年
- 北斗の拳 LEGENDS ReVIVE（凶王）

2022年
- レゴ スター・ウォーズ：スカイウォーカー・サーガ

### ドラマCD
- まーぶるインスパイア（2010年） - るくはの父 役

### ラジオドラマ
- 花の慶次 -雲のかなたに-（2012年、片倉小十郎）

### ナレーション
- 池波正太郎の江戸料理帳（2013年、時代劇専門チャンネル）
- SASUKE（2014年7月3日、TBS)
- AVALON（2016年4月4日 - 、J-WAVE）

### テレビ番組
- 天才てれびくんYOU（2017年10月2日 - 2017年10月5日、NHK Eテレ） - れっどれお 役

### その他
- 完全勝利ダイテイオー プロモーションディスク 完全勝利Ver.（キンカーク）

### シリーズ一覧
1. ↑  第1作（2016年 - 2017年）、第2作『魔法つかいプリキュア!!〜MIRAI DAYS〜』（2025年）